# O’Reilly 200
Das O’Reilly 200 ist ein Autorennen der NASCAR Camping World Truck Series, welches seit 1995 auf dem Bristol Motor Speedway in Bristol, Tennessee stattfindet. Es startete als 150 Runden langes Rennen, seit 1996 hat es eine Länge von 200 Runden (172,2 km). In den Jahren 2000 bis 2002 wurde das Rennen nicht ausgetragen.

## Bisherige Sieger
- 2010: Kyle Busch
- 2009: Kyle Busch
- 2008: Kyle Busch
- 2007: Johnny Benson
- 2006: Mark Martin
- 2005: Mike Skinner
- 2004: Carl Edwards
- 2003: Travis Kvapil
- 1999: Jack Sprague
- 1998: Ron Hornaday Jr.
- 1997: Ron Hornaday Jr.
- 1996: Rick Carelli
- 1995: Joe Ruttman